# 초콜릿 힐스

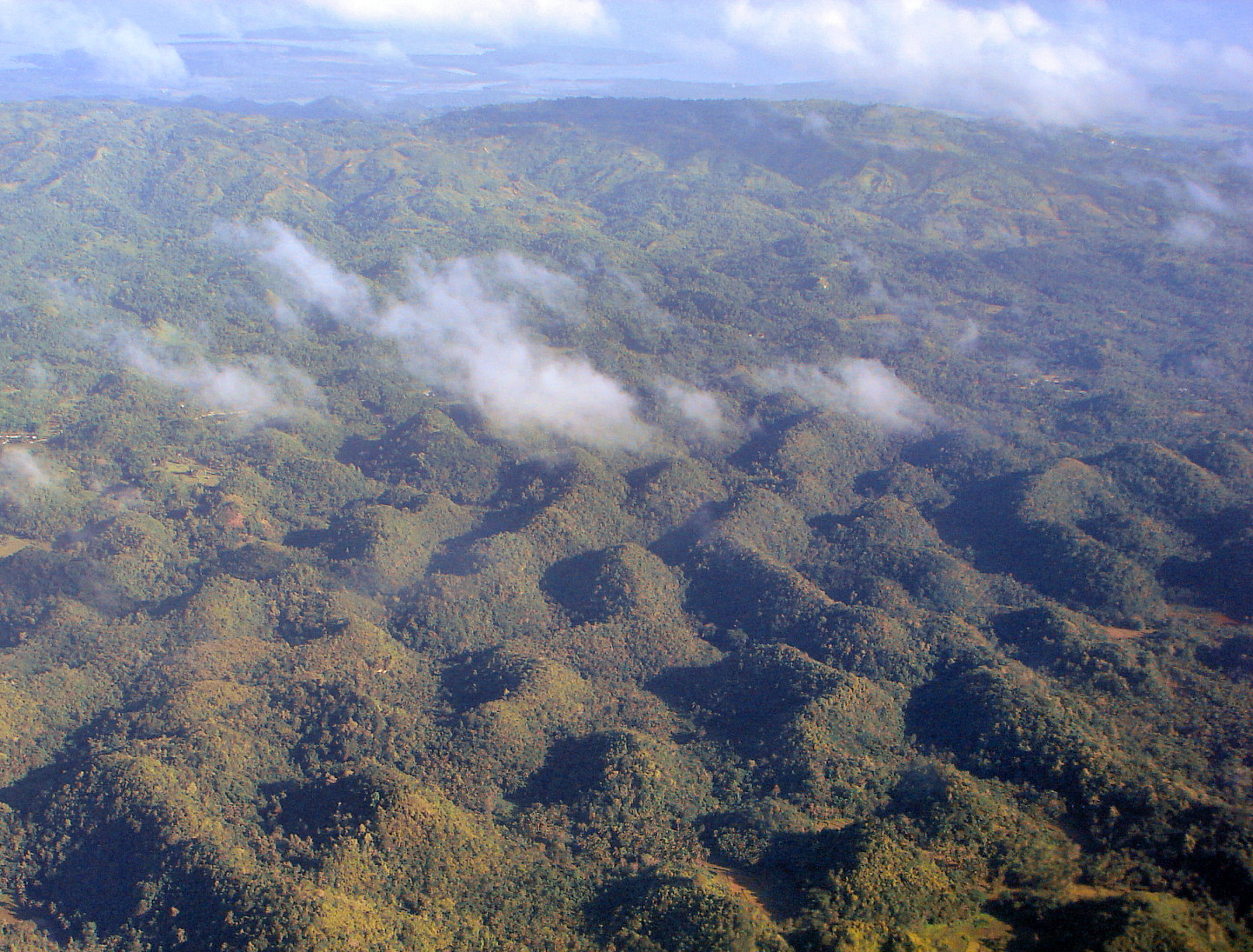
초콜릿 힐스

초콜릿 힐스(영어: Chocolate Hills, 세부아노어: Mga Bungtod sa Tsokolate, 필리핀어: Mga Tsokolateng Burol)는 필리핀 보홀주에 있는 지질 구조다. 최소한 1,260개부터 50 제곱킬로미터 (20 mi2)가 넘는 지역에 최대 1,776개의 언덕이 퍼져 있을 수 있다. 건기에는 초콜릿 같은 갈색으로 변하는 푸른 풀로 덮여 있어 이런 이름이 붙었다.
보홀주의 풍부한 자연 명소를 상징하기 위해 주기와 주 문장에 등장한다.